# Abolghasem Kaszani
Abolghasem Kaszani (ur. 1882 w Teheranie, zm. 14 marca 1962 tamże) – irański szyicki duchowny i działacz polityczny. Obok Mohammada Mosaddegha jeden z przywódców ruchu na rzecz nacjonalizacji ropy naftowej w Iranie na początku lat 50. XX wieku, następnie przeciwnik Mosaddegha i uczestnik zamachu stanu w Iranie w 1953.

## Życiorys
Był synem szyickiego duchownego, ajatollaha Sejjeda Mostafy Kaszaniego. W wieku szesnastu lat, po odbyciu razem z ojcem pielgrzymki do Mekki, rozpoczął naukę w szkole duchownej w An-Nadżafie. Był zdolnym uczniem, mając 25 lat był już uważany za modżtaheda. Po wybuchu I wojny światowej brał udział w publicznych protestach, broniąc Imperium Osmańskiego przed atakiem Brytyjczyków i został na pewien czas osadzony w więzieniu. Wtedy też Kaszani postanowił skupić się na działalności politycznej i społecznej, odrzucił propozycję objęcia stanowiska dyrektora szkoły duchownej w An-Nadżafie i napisania traktatu, na podstawie którego mógłby zostać wielkim ajatollahem. Wymienia się go również wśród twórców Madrase-je Alawi w An-Nadżafie, w której nauczano nie tylko prawa i teologii islamskiej, ale również nauk ścisłych i techniki wojskowej.
Między czerwcem a październikiem 1920 Kaszani był jednym z przywódców buntu plemion irackich przeciwko Brytyjczykom. Po klęsce buntu został skazany na śmierć in absentia i zbiegł do Persji. Trzy dni po jego przybyciu do Teheranu miał miejsce zamach stanu przeprowadzony przez Rezę Szacha Pahlawiego. Kaszani zaufał nowym władzom kraju i w 1925 został wybrany do Zgromadzenia Konstytucyjnego, a być może pozostawał w przyjaznych relacjach z samym Rezą. W parlamencie głosował za usunięciem dynastii Kadżarów i przekazaniem dziedzicznego tronu w ręce Pahlawich. Z czasem jednak rozczarował się co do nowych rządów. Pod koniec lat 20. w liście do innego członka Zgromadzenia, Mirzy Mehdiego Zandżaniego, pisał, że koniecznością jest reforma parlamentu, a problemem kraju - korupcja i chciwość elity władzy, ignorancja większości społeczeństwa, ślepa fascynacja zagranicą. Być może brał udział w protestach przeciwko irańsko-brytyjskiemu porozumieniu w sprawie ropy naftowej w 1933. Głosił potrzebę zaprowadzenia monarchii konstytucyjnej, w której ustawa zasadnicza pełni funkcję ochrony przed dyktaturą zsekularyzowanego władcy. Kaszaniego i szacha Rezę łączyło natomiast przekonanie, że sojusznikiem Iranu mogłyby być Niemcy.
W 1942 był członkiem założonej przez niemieckie służby organizacji pod nazwą Irański Ruch Narodowy, a po jej wykryciu i rozbiciu ukrywał się przez kilka miesięcy w Teheranie, by ostatecznie w 1943 wpaść w ręce policji brytyjskiej. Był następnie przesłuchiwany przez służby radzieckie, więziony w Hadżdżabadzie, ostatecznie jednak w 1945 zwolniono go. W Kom został triumfalnie przywitany przez szyickich duchownych z całego kraju.
Kaszani wrócił do Teheranu i do aktywności politycznej. W 1946, gdy pielgrzymował do Meszchedu, na trasie jego przejazdu wybuchły manifestacje, zaś w Sabzewarze został aresztowany na polecenie premiera Ahmada Ghawama; z jego rozkazu duchownego uwięziono w Behdżatabadzie, gdzie spędził rok. W maju 1948 Kaszani wezwał ochotników do walki z Izraelem. Publicznie wzywał również do nacjonalizacji irańskich złóż ropy naftowej. Jego osobę popierała terrorystyczna organizacja Fedaini Islamu, chociaż sam Kaszani nie był z nią związany. Stało się to dla władz pretekstem do wydalenia Kaszaniego z kraju w 1949, po nieudanym zamachu Fedainów na szacha. Do 1950 przebywał w Bejrucie. Mimo to w tym samym roku został wybrany do irańskiego parlamentu. W 1950 triumfalnie wrócił do Teheranu, witany na lotnisku przez tłumy ludzi, na czele z przywódcą ruchu reformatorskiego i nacjonalistycznego Mohammadem Mosaddeghiem.

### Współpraca z Frontem Narodowym i jej zerwanie
Abolghasem Kaszani poparł Front Narodowy i włączył się do walki o nacjonalizację irańskiej ropy naftowej. Dzięki wsparciu Kaszaniego dla Mosaddegha po jego stronie stanęła część dotychczasowych zwolenników organizacji konserwatywnych i religijnych (sam Mosaddegh wyrażał poglądy antyklerykalne) oraz przedstawicieli bazarów. Do Frontu przystąpiło m.in. kierowana przez Kaszaniego Stowarzyszenie Modżahedinów Islamskich. 7 marca 1951, gdy jeden z Fedainów Islamu, Chalil Tahmasebi, zamordował premiera Hadża Alego Razmarę, Kaszani publicznie mu pogratulował i skutecznie starał się o jego ułaskawienie. Krytykował zarówno kapitalizm, jak i komunizm, był zdecydowanym wrogiem filozofii i ekonomii marksistowskiej, chociaż okazjonalnie godził się na kompromisy z socjalistyczną lewicą.
30 kwietnia 1951 Mohammad Mosaddegh został premierem Iranu, miesiąc wcześniej parlament przegłosował nacjonalizację ropy. Kaszani wspierał Mosaddegha i miał znaczący wpływ na jego rząd. Lider Ruchu Narodowego zrezygnował z urzędu 17 lipca 1952, gdy parlament odmówił mu nadzwyczajnych pełnomocnictw. Jego następca Ahmad Ghawam pozostał na urzędzie tylko dwa dni, gdyż przeciwko niemu zorganizowano masowe demonstracje; jednym z ich organizatorów był Kaszani. Ghawam nakazał jego aresztowanie, jednak tłum uniemożliwił policji wkroczenie do domu duchownego. Dzięki poparciu społecznemu Mosaddegh został mianowany ministrem obrony narodowej. Kaszani spodziewał się, że polityk będzie z nim konsultował dalsze posunięcia, jednak Mosaddegh zasugerował mu wycofanie się z działalności publicznej. Nie docenił, jak wielkie znaczenie dla jego dotychczasowych sukcesów miało wsparcie środowisk mobilizowanych przez Kaszaniego, a które teraz zaczynały protestować przeciwko laicyzacji Iranu lansowanej przez Mosaddegha. Szczególny sprzeciw popierających dotąd reformy Mosaddegha duchownych budziły plany udzielenia kobietom czynnego prawa wyborczego oraz zgody na sprzedaż alkoholu.
7 sierpnia 1952 Kaszani został honorowy wybrany na przewodniczącego parlamentu, z tym, że miał być na stałe reprezentowany przez zastępcę. Następnego dnia parlament nadał Mosaddeghowi nadzwyczajne pełnomocnictwa. W tym czasie Kaszani starał się zorganizować wokół siebie międzynarodowy islamski ruch antykolonialny, poszukując sojuszników wśród władz Arabii Saudyjskiej, Syrii i Jordanii. Jego wysiłki w tym kierunku nie dały rezultatów. Był przeciwny współpracy Mosaddegha z socjalistyczną partią Tude i nie mógł pogodzić się z utratą wpływów w rządzie. Premier ponownie zasugerował Kaszaniemu opuszczenie Iranu. W tym samym roku duchownego usunięto ze stanowiska przewodniczącego parlamentu.

### Po zamachu stanu w 1953
Abolghasem Kaszani wziął bezpośredni udział w zamachu stanu w 1953, wyprowadzając na ulice manifestantów niechętnych Mosaddeghowi. Zaangażowanie jego i innych duchownych przeciwko rządowi było decydującym czynnikiem, który doprowadził do upadku Frontu Narodowego. Kaszani uważał, że premier zdradził swoje ideały i dążył do dyktatury. Ajatollah był jedną z pierwszych osób, którym złożył oficjalną wizytę nowy premier gen. Fazlollah Zahedi. Podczas spotkania generał obiecywał duchownemu - jak się następnie okazało, fałszywie - liberalizację reżimu i kontynuowanie polityki Frontu Narodowego. Kaszani szybko rozczarował się co do postawy nowego rządu, jednak nie mógł swobodnie wypowiadać swoich opozycyjnych poglądów; wiele jego wypowiedzi były drukowanych w wersji ocenzurowanej, a on sam na pewien czas trafił do więzienia. Jesienią 1953 publicznie potępił przywrócenie stosunków dyplomatycznych między Iranem a Wielką Brytanią, a w styczniu 1954 w liście do gen. Zahediego wzywał go, by nie fałszował wyników nadchodzących wyborów parlamentarnych. Kilka dni później, rozgoryczony postawą władz, napisał do sekretarza generalnego ONZ Daga Hammarsklojda, że w Iranie łamane są prawa człowieka i postanowienia konstytucji. W październiku tego samego roku potępił anulowanie nacjonalizacji irańskiej ropy.
Abolghasem Kaszani za swoją krytykę postępowania rządu został aresztowany i przebywał w więzieniu do 1956. Rząd zamierzał oskarżyć go o udział w morderstwie premiera Razmary, ostatecznie jednak duchowny został zwolniony dzięki wstawiennictwu niechętnych mu do tej pory ajatollahów Abol Fazla Zandżaniego i Hosejna Borudżerdiego. Po odzyskaniu wolności Kaszani nie podjął już aktywności politycznej.